# Still Life (Computerspiel)
Still Life ist ein Point-and-Click-Adventure des kanadischen Spieleentwicklers Microïds aus dem Jahr 2005. Geschichte und Charaktere basieren auf dem Microïds-Spiel Post Mortem, einen direkten Nachfolger stellt Still Life aber nicht dar.

## Handlung
Im Prag des Jahres 1929 untersucht der Privatdetektiv Gustav (genannt Gus) McPherson, Protagonist in Post Mortem, eine brutale Serie von Morden an Prostituierten, die alle gewisse Ähnlichkeiten aufweisen. Dabei stößt er unter anderem auf den Widerstand eines wenig kooperativen Polizeichefs und auf zwei minderbemittelten, aber schlagkräftigen Brüder, die Gus nichts Gutes wollen.
Parallel dazu wird die Geschichte von Gus′ Enkelin Victoria McPherson erzählt, die sich wie ihr Großvater ebenfalls der Verbrechensbekämpfung verschrieben hat, im Chicago des Jahres 2004. Die FBI-Profilerin ist mit ihrem zweiten Serienmörder-Fall beauftragt worden und inspiziert zu Beginn der Handlung bereits den fünften Tatort. Bald bemerkt sie Ähnlichkeiten dieser Mordserie mit den Vorfällen, die ihr Großvater in Prag untersucht hat. Indem sie dessen Aufzeichnungen studiert, gelangt sie schließlich auf die Spur des Killers.

## Spielprinzip und Technik
Still Life ist ein 2,5D-Point-and-Click-Adventure. Aus Polygonen zusammengesetzte, dreidimensionale Figuren agieren vor zweidimensionalen, vorgerenderten Kulissen. Der Spieler steuert die Spielfigur – Gus oder Victoria – mit der Maus durch die Spielwelt. Mit den Maustasten kann er Aktionen einleiten, die den jeweiligen Spielcharakter mit seiner Umwelt interagieren lassen. Er kann so Gegenstände finden, sie auf die Umgebung oder andere Gegenstände anwenden und mit NPCs kommunizieren. Dialoge werden durch eine Single-Choice-Auswahl vom Spiel vorgegebener, in die Situation passender Themen gesteuert. Mit fortschreitendem Handlungsverlauf werden weitere Orte freigeschaltet.

## Produktionsnotizen
Still Life war Microïds' erstes Adventure, nachdem Benoît Sokal die Firma als künstlerischer Leiter verlassen hatte. Nachdem das Spiel 2005 auf dem internationalen Markt erschienen war, wurde die Firma, die zuvor die Syberia-Reihe veröffentlicht hatte, von Ubisoft gekauft.

## Rezeption
Still Life erhielt vorwiegend positive Bewertungen. Die Rezensionsdatenbank Metacritic aggregiert 27 Rezensionen zu einem Mittelwert von 75.
Das deutschsprachige Fachmagazin Adventure-Treff lobte eine „ungemein dichte Atmosphäre“ sowie glaubwürdigen Charaktere, die abseits der Detektivarbeit auch ein Privatleben hätten. Das Spiel liefere „drastische Bilder“, die aber nicht effekthascherisch eingesetzt würden, sondern „integraler Bestandteil der Handlung“ seien. Redakteur Jan Schneider sah inhaltliche Parallelen zum 1995 erschienenen Filmthriller Sieben. Er stellte heraus, dass die Rätsel des Spiels prinzipiell eher einfach gehalten seien, dass aber die Minispiel-Rätsel zum Teil deutlich schwerer zu lösen seien als die inventarbasierten Rätsel, was unerfahrene Spieler frustrieren könne. In Summe sei Still Life aber ein „heißer Kandidat für das Adventure des Jahres“.

## Still Life 2
Still Life 2 ist ein von Gameco Studios entwickeltes Adventure.
Still Life 2 ist die Fortsetzung des Spiels Still Life und besitzt das gleiche Spielprinzip. Erstmals wurde der zweite Teil am 6. Dezember 2007 auf der Website des Entwicklers bekannt gegeben. Erschienen ist es am 3. April 2009. Die Geschichte wird aus dem ersten Teil weitergeführt und basiert auf den gleichen Charakteren und Handlungen.

### Handlung
Ende 2008 sucht die ehemalige FBI-Agentin Victoria McPherson nach dem „East-Coast-Killer“ (zu deutsch: Ostküstenmörder), der durch eine hohe Anzahl an Morden großes Aufsehen in den Medien bekommt. Journalistin Paloma Hernandez setzt McPherson unter Druck und gerät selber immer weiter in den Fall. Eines Abends erhält sie wichtige Information über den Massenmörder und wird daraufhin entführt.

### Bewertungen in Spielezeitschriften
Das Spiel bekam von den Medien durchwachsene Kritiken. Kritisiert wurde in erster Linie das komplizierte Inventar. Für die Atmosphäre und Inszenierung des Spiels gab es gemischte Stimmen.
- PC Games 76 %[3]
- GameStar 74 %[4]
- 4Players 65 %[5]